# Open Season (hudební skupina)
Open Season je reggae kapela z Bernu ve Švýcarsku, založená v roce 2000.

## Historie
V roce 2000 se muzikanti dali dohromady pod jménem „Nestor“ a v roce 2001 vystoupila tato hudební skupina poprvé pod dnešním názvem. Může se pochlubit až 250 koncerty ve Švýcarsku i v zahraničí. Vrcholem kariéry byla vystoupení na hlavních jevištích švýcarských festivalů Gurten (2003 a 2005), St. Gallen (2004) a Gampel (2005).
Skupina vydala po jednom singlu („Rocksteady Fever“, 2002) a jednom studiovém albu (Each Day, 2003) jedno živé album (Open Season Live!, 2004), které vyšlo v limitovaném vydání. V roce 2005 následovalo další studiové album Hot and Fire. Po singlu „Step By Step“ následovaly v březnu roku 2006 dva nové. Jako demosong alba Here We Go, které vyšlo v roce 2008, vznikl 2. listopadu roku 2007 singl „I Lost My Phone“.
Muzikálně se orientuje skupina na dřívější jamajské ska, rocksteady a reggae šedesátých let. V albu Hot And Fire byly použity také elektronické efekty.

## Členové kapely
- Res Staudenmann – kytara, zpěv
- Santosh Aerthott – zpěv, kytara
- Oliver Hürzeler – altový saxofon
- Ariane Lüthi – saxofon v tenorové poloze
- Thomas Arn – pozoun
- Florian Thalmann – trumpeta
- Fabio Baechtold – basa
- Christoph Walter – bicí
- Lucy James – zpěv
- Roman Sonderegger – klávesy, zpěv

## Diskografie

### Singly
- 2002: Rocksteady Fever (Leech Records)
- 2006: Step By Step (Leech Records)
- 2007: I Lost My Phone (Leech Records)

### Alba
- 2003: Each Day (Leech Records)
- 2004: Open Season Live! (Leech Records)
- 2005: Hot and Fire (Leech Records)
- 2006: Japanese Special Edition (Diskunion Records)
- 2008: Here We Go (Leech Records)